# Pachrophylla ternata
Pachrophylla ternata là một loài bướm đêm trong họ Geometridae.